# Triebel/Vogtl.
Triebel/Vogtl. är en kommun och ort i Vogtlandkreis i förbundslandet Sachsen i Tyskland. Kommunen har cirka 1 200 invånare.
Kommunen ingår i förvaltningsområdet Oelsnitz/Vogtl. tillsammans med kommunerna Bösenbrunn, Eichigt och Oelsnitz/Vogtl..